# Dlhá Ves
Dlhá Ves é um município da Eslováquia, situado no distrito de Rožňava, na região de Košice. Tem 10,75 km² de área e sua população em 2018 foi estimada em 534 habitantes.

## Demografia
| Ano:        | 1994 | 2004   | 2014   | 2024   |
| ----------- | ---- | ------ | ------ | ------ |
| Broj ljudi: | 660  | 598    | 564    | 527    |
| Razlika:    |      | -9,39% | -5,68% | -6,56% |

| Ano:               | 2023 | 2024   |
| ------------------ | ---- | ------ |
| Número de pessoas: | 515  | 527    |
| Diferença:         |      | +2,33% |